# فتح‌آباد (مرودشت)
فتح آباد شهری از توابع بخش مرکزی شهرستان مرودشت در استان فارس می‌باشد.
مردم بومی فتح آباد فارسی زبان(در اصطلاح بومی: تاجیک) هستند

## جمعیت
شهر فتح آباد در بخش مرکزی شهرستان مرودشت قرار دارد و براساس سرشماری مرکز آمار ایران در سال ۱۳۹۵، جمعیت آن ۴,۷۳۹تن بوده است.

## صنعت
- شهرک صنعتی فتح آباد بزرگترین شهرک صنعتی شهرستان مرودشت است.